# Satoru Uyama
Satoru Uyama (宇山 賢?, Uyama Satoru; Takamatsu, 10 dicembre 1991) è uno schermidore giapponese, specializzato nella spada.

## Carriera
Nel 2021 si è laureato campione olimpico nella spada a squadre ai Giochi olimpici di Tokyo.

## Palmarès
- Giochi olimpici

Tokyo 2020: oro nella spada a squadre.
- Campionati asiatici

Suwon 2014: bronzo nella spada a squadre.
Singapore 2015: bronzo nella spada a squadre.
Wuxi 2016: oro nella spada a squadre.
Hong Kong 2017: bronzo nella spada a squadre.
Chiba 2019: argento nella spada individuale; bronzo nella spada a squadre.
- Giochi asiatici

Giacarta 2018: oro nella spada a squadre.